# Záriečie
Záriečie (em húngaro: Felsőzáros) é um município da Eslováquia, situado no distrito de Púchov, na região de Trenčín. Tem 9,42 km² de área e sua população em 2018 foi estimada em 698 habitantes.

## Demografia
| Ano:        | 1994 | 2004   | 2014   | 2024   |
| ----------- | ---- | ------ | ------ | ------ |
| Broj ljudi: | 667  | 675    | 706    | 696    |
| Razlika:    |      | +1,19% | +4,59% | -1,41% |

| Ano:               | 2023 | 2024 |
| ------------------ | ---- | ---- |
| Número de pessoas: | 696  | 696  |
| Diferença:         |      | +0%  |